# Christian de Lorenzi
Pour les articles homonymes, voir Lorenzi.
Christian de Lorenzi, né le 18 février 1981 à Sondalo, est un biathlète italien.

## Biographie
Christian De Lorenzi commence sa carrière avec l'équipe nationale italienne en 1999. Il est médaillé d'argent aux Championnats d'Europe junior sur le sprint en 2001. Chez les séniors, son premier podium a lieu dans la Coupe d'Europe, qu'il dispute depuis 2002, en 2005 à Garmisch-Partenkirchen.
Il termine septième du 20 km individuel lors des Jeux olympiques d'hiver de 2006 à Turin. Il participe également aux Jeux olympiques en 2010 et 2014.
Son meilleur résultat individuel aux Championnats du monde est une sixième place, sur l'individuel en 2008, peu avant qu'il obtienne son premier podium en Coupe du monde en relais à Pyeongchang. Il a frôlé la médaille mondiale avec le relais italien à deux reprises, en 2007 et 2012. 
Il monte pour la première fois sur un podium individuel en lors de la saison 2009-2010 en finissant deuxième de la poursuite de Kontiolahti. Il obtient ensuite un podium à Khanty-Mansiïsk sur le sprint, qui restera le dernier de sa carrière.
En 2012, il obtient sa seule victoire collective en coupe du monde sur le relais à Oberhof avec Marcus et Dominik Windisch, et Lukas Hofer.

## Palmarès

### Jeux olympiques d'hiver
| Épreuve / Édition              | Individuel | Sprint | Poursuite | Départ en masse | Relais | Relais mixte                     |
| Jeux olympiques 2006 Turin     | 7e         | 26e    | 14e       | 26e             | 8e     | Épreuve inexistante à cette date |
| Jeux olympiques 2010 Vancouver | 38e        | 61e    | —         | —               | 12e    | Épreuve inexistante à cette date |
| Jeux olympiques 2014 Sotchi    | 31e        | 47e    | 42e       | —               | 5e     | —                                |

Légende :
- — : pas de participation à l'épreuve.
- : épreuve inexistante lors de cette édition.

### Championnats du monde
| Mondiaux \ Épreuve   | Individuel   | Sprint       | Poursuite    | Mass start   | Relais       | Relais mixte                     |
| 2004 Oberhof         | DNF          | 57e          | LAP          | —            | 15e          | Épreuve inexistante à cette date |
| 2005 Hochfilzen      | 13e          | 58e          | 45e          | —            | 9e           | —                                |
| 2007 Anterselva      | 26e          | 11e          | 44e          | 28e          | 4e           | —                                |
| 2008 Östersund       | 6e           | 21e          | 14e          | 30e          | 11e          | 5e                               |
| 2009 Pyeongchang     | 43e          | 27e          | 12e          | 10e          | 7e           | 7e                               |
| 2010 Khanty-Mansiïsk | JO Vancouver | JO Vancouver | JO Vancouver | JO Vancouver | JO Vancouver | 8e                               |
| 2011 Khanty-Mansiïsk | —            | —            | —            | —            | —            | 5e                               |
| 2015 Kontiolahti     | 12e          | 25e          | 21e          | 18e          | 12e          | —                                |
| 2016 Holmenkollen    | 82e          | 41e          | 54e          | —            | 11e          | —                                |

Légende :
- : pas d'épreuve
- — : Non disputée par De Lorenzi
- DNF : abandon

### Coupe du monde
- Meilleur classement général : 22e en 2011.
- 2 podiums individuels : 2 deuxièmes places.
- 4 podiums en relais, dont 1 victoire.

#### Classements en Coupe du monde
| Saison    | Classement général final | Individuel | Sprint | Poursuite | Mass start |
| 2003-2004 | 55e                      | nc         | 56e    | 49e       |            |
| 2004-2005 | 69e                      | 33e        | nc     | nc        |            |
| 2005-2006 | 42e                      | 22e        | 54e    | 43e       | 43e        |
| 2006-2007 | 31e                      | 55e        | 25e    | 32e       | 28e        |
| 2007-2008 | 36e                      | 21e        | 54e    | 29e       | 45e        |
| 2008-2009 | 23e                      | 42e        | 28e    | 24e       | 19e        |
| 2009-2010 | 32e                      | 69e        | 24e    | 19e       | 34e        |
| 2010-2011 | 22e                      | 26e        | 24e    | 22e       | 26e        |
| 2011-2012 | 49e                      | 53e        | 55e    | 49e       | 42e        |
| 2012-2013 | 47e                      | 47e        | 47e    | 47e       |            |
| 2013-2014 | 55e                      | 5e         | nc     | 68e       |            |
| 2014-2015 | 53e                      | 34e        | 70e    | 54e       | 39e        |
| 2015-2016 | 62e                      | 65e        | 56e    | 65e       |            |

### Championnats d'Europe junior
- Médaille d'argent du sprint en 2001.

### Championnats d'Italie
Il obtient son premier titre national en 2006 à la mass start.